# Eumasia kruegeria
Eumasia kruegeria är en fjärilsart som beskrevs av Müller-rutz 1920. Eumasia kruegeria ingår i släktet Eumasia och familjen säckspinnare. Inga underarter finns listade i Catalogue of Life.